# Saitama-gun
Saitama (jap. 埼玉郡 Saitama-gun/Saitama no kōri/Sakitama no kōri) war vom Altertum bis ins 19. Jahrhundert ein Kreis der japanischen Provinz Musashi im Osten der heutigen Präfektur Saitama (Saitama-ken).
Eine der frühesten Erwähnungen von Saitama findet sich im Jahr 938 erschienenen Wörterbuch Wamyō Ruijushō. In der späten Edo-Zeit war er zum Teil Bakufu- und Hatamoto-Land (Bakuryō) oder Besitz der Hitotsubashi-Tokugawa. Größere Teile gehörten zum Kernland der Fürstentümer Oshi (unter den Okudaira-Matsudaira) und Iwatsuki (unter den Ōoka) um die gleichnamigen Burgen im Landkreis. Nach der Meiji-Restauration wurde der Kreis 1871 Teil der neuen Präfektur Saitama. Bei der Modernisierung der Kreisverwaltungen 1879 wurde er geteilt: in die Landkreise Nord-Saitama (Kita-Saitama) mit Verwaltungssitz in Narita (später Teil von Oshi, heute Gyōda) und Süd-Saitama (Minami-Saitama) mit der Kreisstadt Iwatsuki (seit 2005 Teil der Stadt Saitama).
Im 20. Jahrhundert ging ein Großteil der Nachfolgelandkreise in kreisfreien Städten auf. Kita-Saitama erlosch als geographische Einheit 2010 mit der Eingemeindung der letzten Gemeinde in eine kreisfreie Stadt; Minami-Satama besteht seit 2012 noch aus einer einzigen Gemeinde, der Stadt Miyashiro.